# Municipio de Freeman (condado de Woodruff)
El municipio de Freeman (en inglés: Freeman Township) es un municipio ubicado en el condado de Woodruff en el estado estadounidense de Arkansas. En el año 2010 tenía una población de 34 habitantes y una densidad poblacional de 0,34 personas por km².

## Geografía
El municipio de Freeman se encuentra ubicado en las coordenadas 34°58′22″N 91°19′33″O / 34.97278, -91.32583. Según la Oficina del Censo de los Estados Unidos, el municipio tiene una superficie total de 99.96 km², de la cual 99,32 km² corresponden a tierra firme y (0,64 %) 0,64 km² es agua.

## Demografía
Según el censo de 2010, había 34 personas residiendo en el municipio de Freeman. La densidad de población era de 0,34 hab./km². De los 34 habitantes, el municipio de Freeman estaba compuesto por el 50 % blancos, el 50 % eran afroamericanos. Del total de la población el 0 % eran hispanos o latinos de cualquier raza.